# Cù Lao Dung (huyện)
Cù Lao Dung là một huyện cũ thuộc tỉnh Sóc Trăng cũ, Việt Nam.

## Địa lý
Huyện Cù Lao Dung nằm ở phía đông tỉnh Sóc Trăng, có vị trí địa lý:
- Phía đông giáp huyện Trà Cú và huyện Duyên Hải, tỉnh Trà Vinh
- Phía tây giáp huyện Long Phú và huyện Trần Đề
- Phía nam giáp Biển Đông
- Phía bắc giáp huyện Tiểu Cần và huyện Cầu Kè, tỉnh Trà Vinh.

Huyện Cù Lao Dung nằm giữa tỉnh Sóc Trăng và tỉnh Trà Vinh, nhưng thực sự huyện là bao gồm 3 hòn cù lao nhỏ gộp lại: Cù lao Tròn, Cù lao Dung, Cù lao Cồn Cộc và huyện có quốc lộ 60 đi qua.

## Hành chính
Huyện Cù Lao Dung có 8 đơn vị hành chính cấp xã trực thuộc, bao gồm thị trấn Cù Lao Dung (huyện lỵ) và 7 xã: An Thạnh 1, An Thạnh 2, An Thạnh 3, An Thạnh Đông, An Thạnh Nam, An Thạnh Tây, Đại Ân 1.
Bản đồ hành chính huyện Cù Lao Dung, tỉnh Sóc Trăng

## Lịch sử
Ngày 20 tháng 9 năm 1975, Bộ Chính trị ban hành Nghị quyết số 245-NQ/TW về việc hợp nhất tỉnh Cần Thơ (ngoại trừ huyện Thốt Nốt), tỉnh Sóc Trăng, tỉnh Trà Vinh, tỉnh Vĩnh Long thành một tỉnh, tên gọi tỉnh mới cùng với nơi đặt tỉnh lỵ sẽ do địa phương đề nghị lên.
Ngày 20 tháng 12 năm 1975, Bộ Chính trị ban hành Nghị quyết số 19/NQ về việc hợp nhất tỉnh Cần Thơ (bao gồm cả huyện Thốt Nốt của tỉnh Long Xuyên), tỉnh Sóc Trăng thành một tỉnh mới, tên gọi tỉnh mới cùng với nơi đặt tỉnh lỵ sẽ do địa phương đề nghị lên.
Ngày 24 tháng 2 năm 1976, Chính phủ Cách mạng lâm thời Cộng hòa miền Nam Việt Nam ban hành Nghị định số 3/NQ/1976 về việc hợp nhất tỉnh Cần Thơ, tỉnh Sóc Trăng và thành phố Cần Thơ thành một tỉnh mới, lấy tên là tỉnh Hậu Giang.
Ngày 26 tháng 12 năm 1991, Quốc hội ban hành Nghị quyết về việc chia tỉnh Hậu Giang thành tỉnh Cần Thơ và tỉnh Sóc Trăng.
Ngày 11 tháng 1 năm 2002, Chính phủ ban hành Nghị định số 04/2002/NĐ-CP về việc:
- Thành lập huyện Cù Lao Dung thuộc tỉnh Sóc Trăng trên cơ sở 23.606,29 ha diện tích tự nhiên và 58.031 người của các xã An Thạnh 1, An Thạnh 2, An Thạnh 3 và Đại Ân 1 thuộc huyện Long Phú.
- Thành lập xã An Thạnh Tây trên cơ sở 1.759,55 ha diện tích tự nhiên và 4.620 nhân khẩu của xã An Thạnh 1.
- Thành lập thị trấn Cù Lao Dung (thị trấn huyện lỵ Cù Lao Dung) trên cơ sở 905,7 ha diện tích tự nhiên và 5.148 nhân khẩu của xã An Thạnh 2.
- Thành lập xã An Thạnh Đông trên cơ sở 4.195,84 ha diện tích tự nhiên và 9.159 nhân khẩu của xã An Thạnh 2.
- Thành lập xã An Thạnh Nam trên cơ sở 2.721,1 ha diện tích tự nhiên và 5.509 nhân khẩu của xã An Thạnh 3.

Sau khi điều chỉnh địa giới hành chính, huyện Cù Lao Dung có 8 đơn vị hành chính trực thuộc, bao gồm 7 xã: An Thạnh 1, An Thạnh 2, An Thạnh 3, Đại Ân 1, An Thạnh Tây, An Thạnh Đông, An Thạnh Nam và thị trấn Cù Lao Dung.
Ngày 26 tháng 11 năm 2003, Quốc hội ban hành Nghị quyết số 22/2003/QH11 về việc chia tỉnh Cần Thơ thành thành phố Cần Thơ trực thuộc trung ương và tỉnh Hậu Giang.
Ngày 4 tháng 10 năm 2016, Thủ tướng Chính phủ ban hành Quyết định số 1900/QĐ-TTg về việc công nhận huyện Cù Lao Dung thuộc tỉnh Sóc Trăng là huyện đảo.
Ngày 12 tháng 6 năm 2025, Quốc hội ban hành Nghị quyết số 202/2025/QH15 về việc sắp xếp đơn vị hành chính cấp tỉnh (nghị quyết có hiệu lực từ ngày 12 tháng 6 năm 2025). Theo đó, sáp nhập tỉnh Hậu Giang và tỉnh Sóc Trăng vào thành phố Cần Thơ.
Ngày 16 tháng 6 năm 2025, Quốc hội ban hành Nghị quyết số 203/2025/QH15 về việc Sửa đổi, bổ sung một số điều của Hiến pháp nước Cộng hòa xã hội chủ nghĩa Việt Nam. Theo đó, kết thúc hoạt động của đơn vị hành chính cấp huyện trong cả nước từ ngày 1 tháng 7 năm 2025.

## Dân số
Huyện Cù Lao Dung có dân số năm 2011 là 63.287 người.
Năm 2017, huyện có dân số 64.452 người.
Năm 2018, huyện có dân số 64.455 người.
Năm 2019, huyện có dân số 64.467 người.
Huyện Cù Lao Dung có diện tích là 245,04 km², dân số năm 2020 là 64.455 người, mật độ dân số đạt 243 người/km².
Năm 2021, huyện có dân số 58.546 người.
Huyện Cù Lao Dung có diện tích 245,04 km², dân số thường trú tính đến ngày 31/12/2022 là 57.262 người, mật độ dân số đạt 234 người/km².
Huyện Cù Lao Dung có diện tích 245,04 km², dân số quy đổi tính đến ngày 31/12/2022 là 81.996 người, mật độ dân số đạt 334 người/km².
Huyện Cù Lao Dung có diện tích 245,05 km², dân số quy đổi tính đến ngày 31/12/2024 là 82.684 người, mật độ dân số đạt 337 người/km².

## Văn hóa
Huyện Cù Lao Dung có 4 di tích lịch sử –văn hóa:
- Đền Thờ Bác Hồ tại xã An Thạnh Đông được Bộ Văn hóa – Thông tin (nay là Bộ Văn hóa, Thể thao và Du lịch) xếp hạng di tích lịch sử – văn hóa cấp Quốc gia tại Quyết định số 53/2001/QĐ-BVHTT ngày 28/12/2001.
- Di tích Địa điểm Chiến thắng Rạch Già tại thị trấn Cù Lao Dung được UBND tỉnh Sóc Trăng công nhận di tích lịch sử – văn hóa cấp tỉnh tại Quyết định số 12/QĐTC-CTUBND ngày 10/01/2008.
- Địa điểm Chiến thắng An Hưng tại xã An Thạnh 3 được UBND tỉnh Sóc Trăng công nhận di tích lịch sử cách mạng cấp tỉnh.
- Đình Rạch Giồng (Đình thần Nguyễn Trung Trực) tại thị trấn Cù Lao Dung được UBND tỉnh Sóc Trăng công nhận di tích lịch sử cách mạng cấp tỉnh.

## Hình ảnh

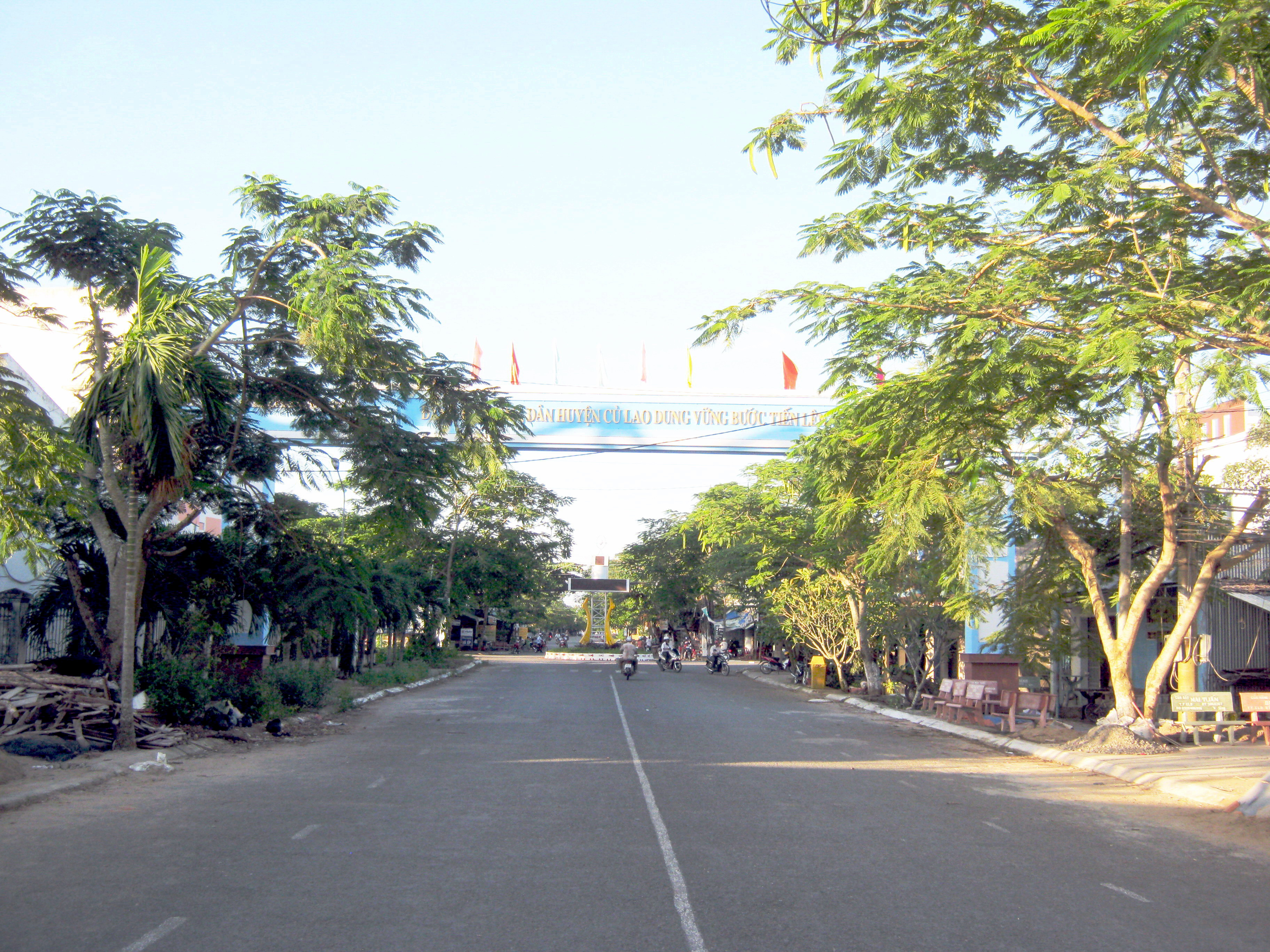
Một tuyến đường trung tâm huyện
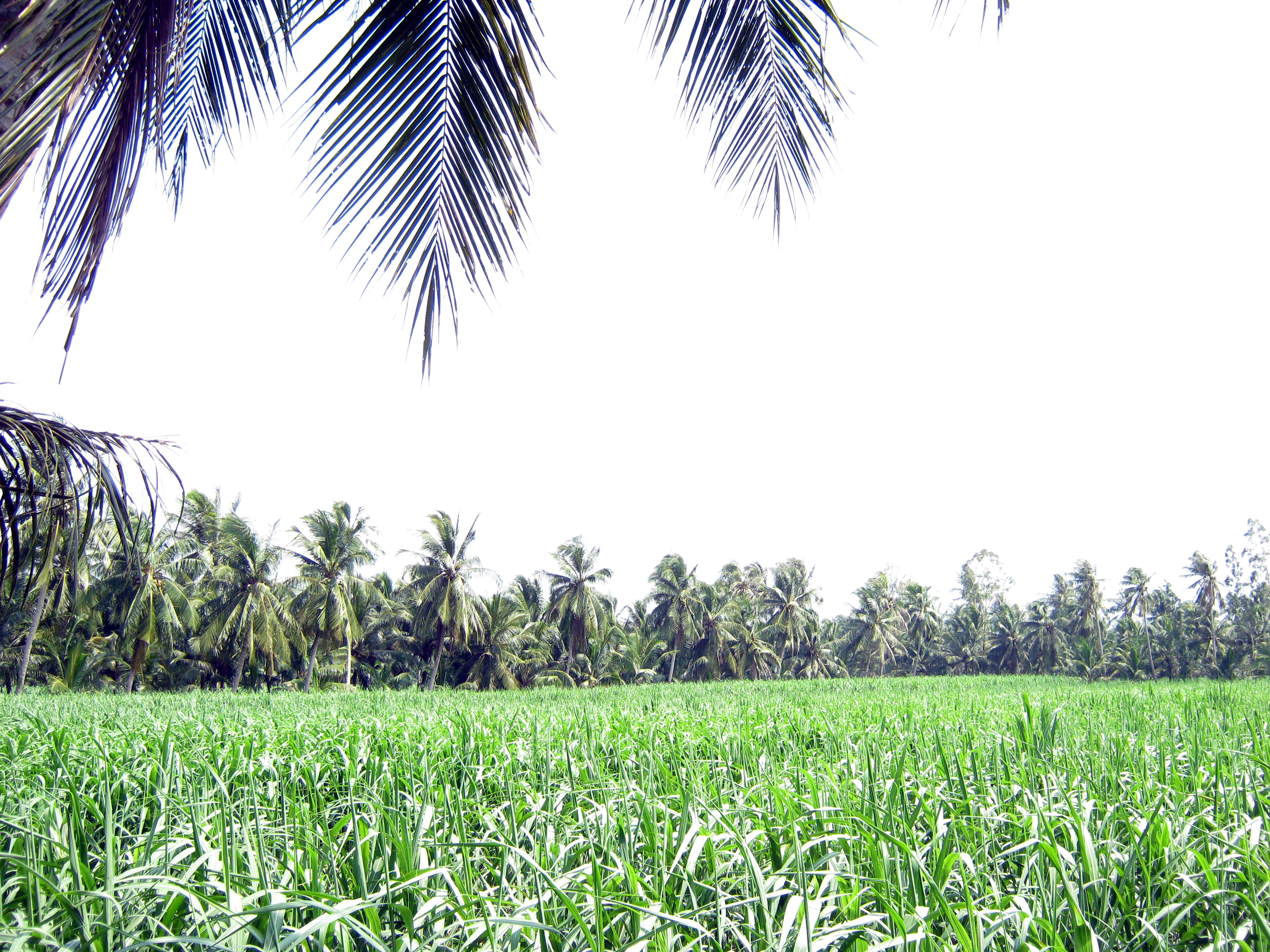
Dừa và mía được trồng nhiều tại huyện
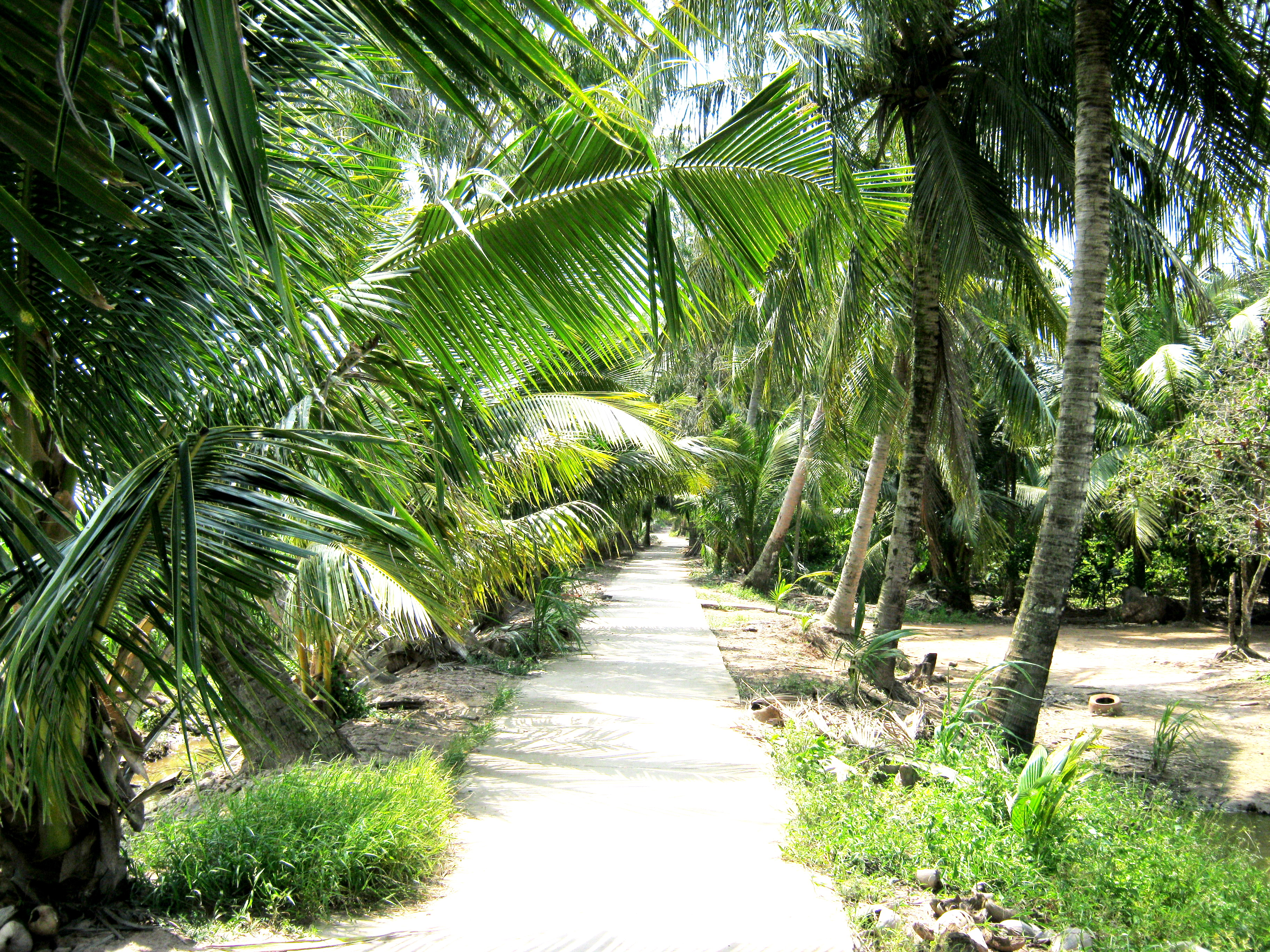
Một trong số con đường bê tông có chiều rộng từ khoảng 3 m, dẫn vào các thôn xóm của huyện
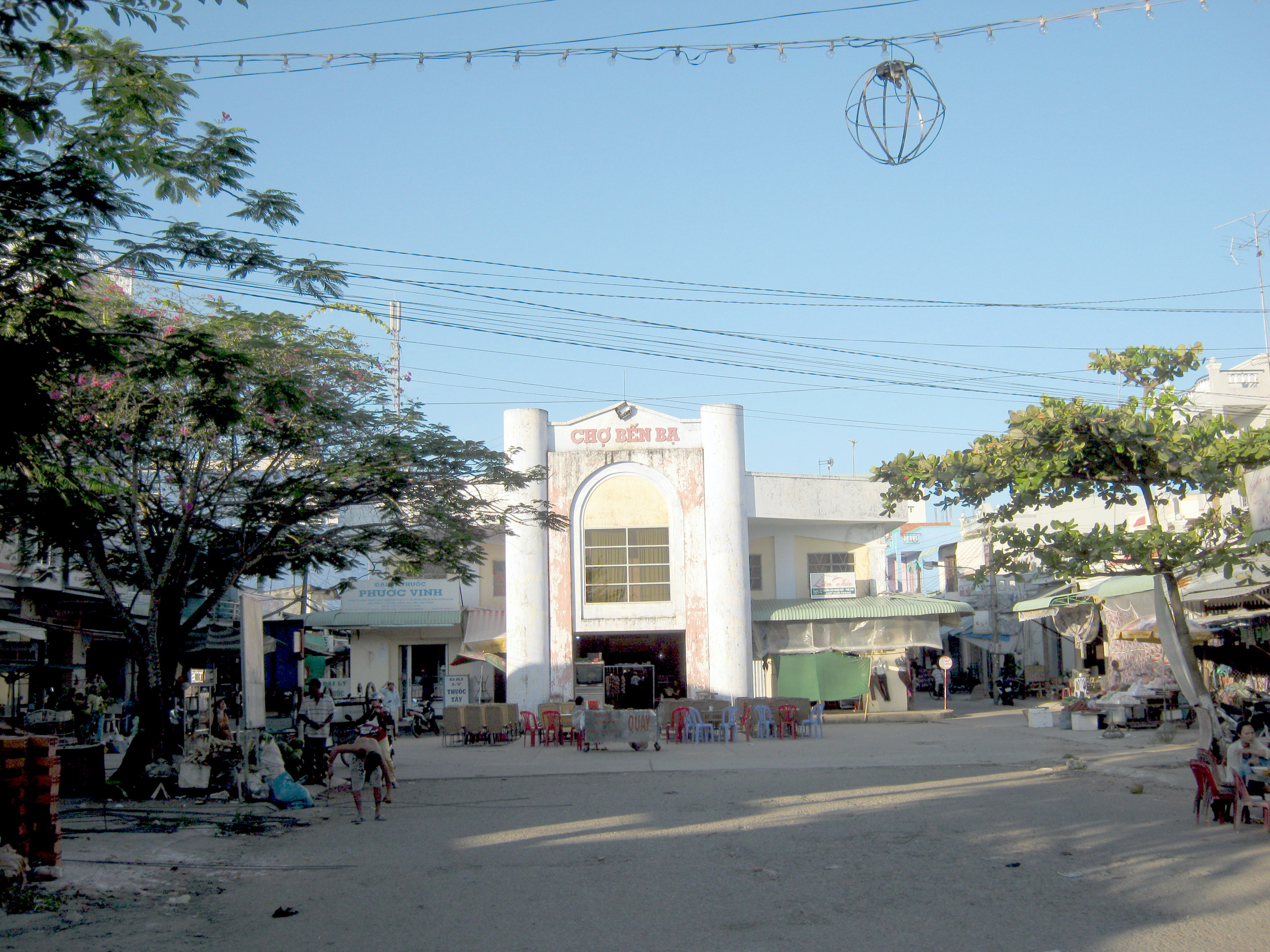
Chợ Bến Bạ là ngôi chợ lớn nhất nằm tại trung tâm huyện
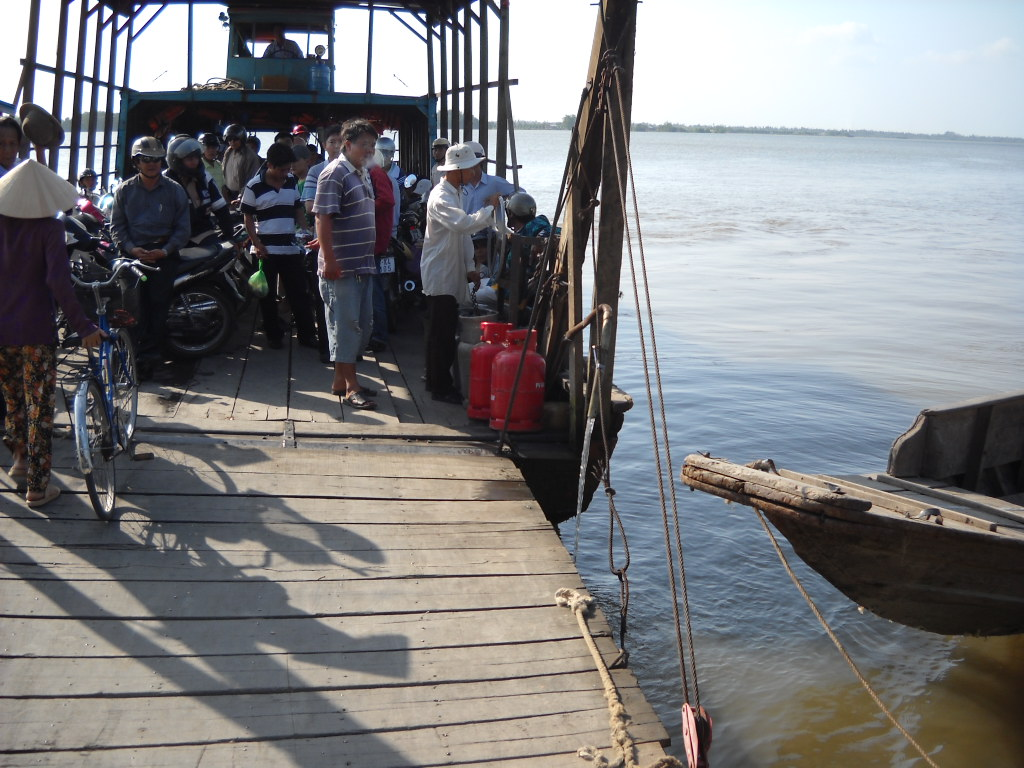
Đò máy từ Cù Lao Dung đi Sóc Trăng
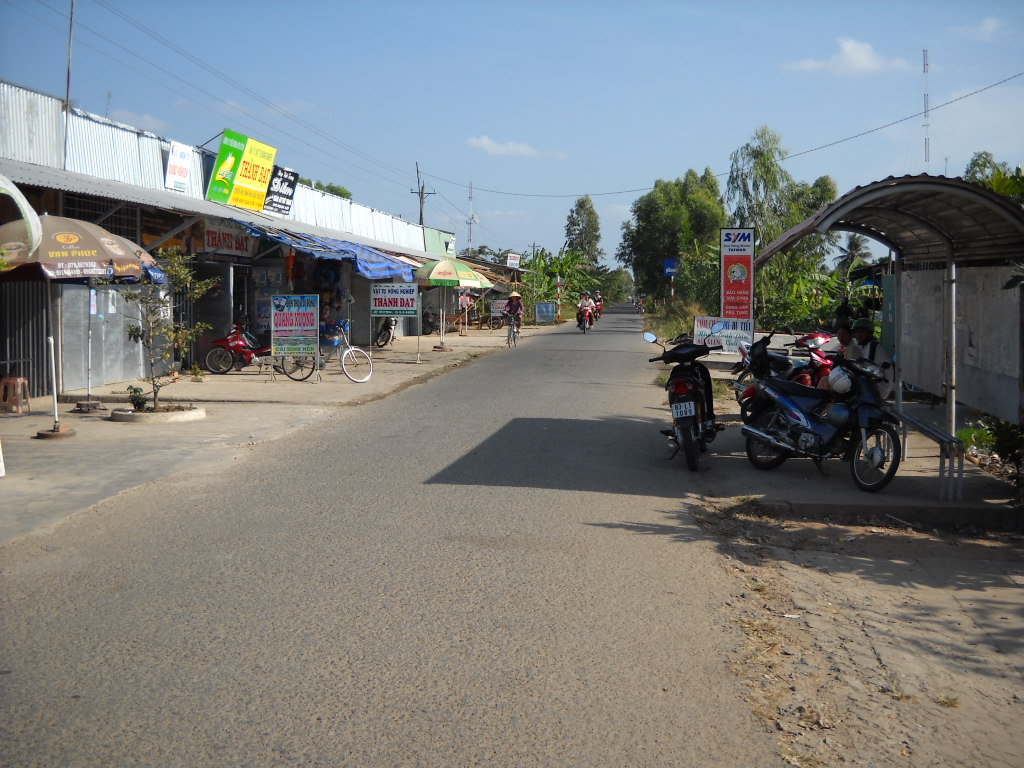
Một con đường trải nhựa nhỏ trên Cù Lao Dung
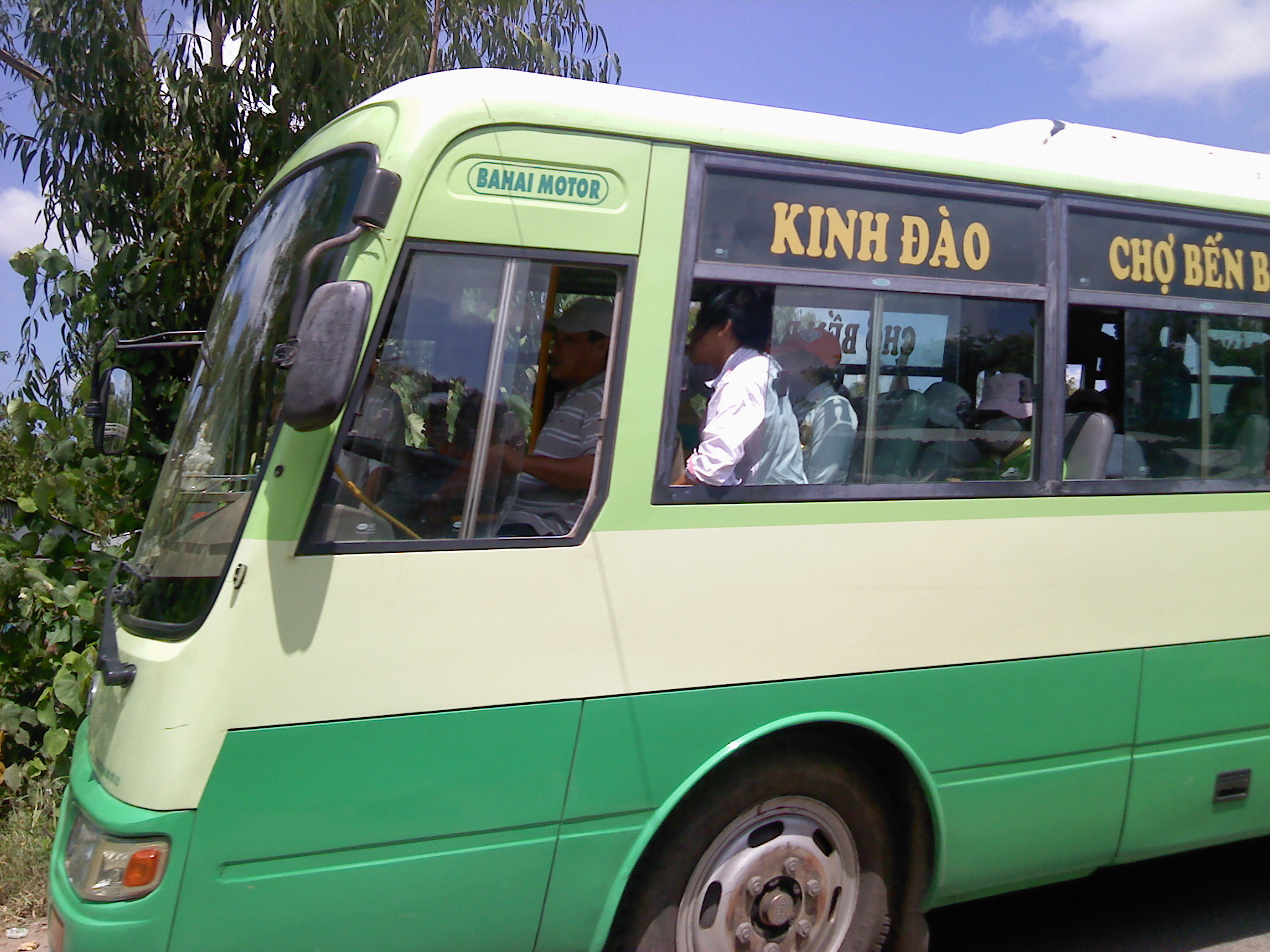
Xe buýt chạy suốt trục đường chính của huyện
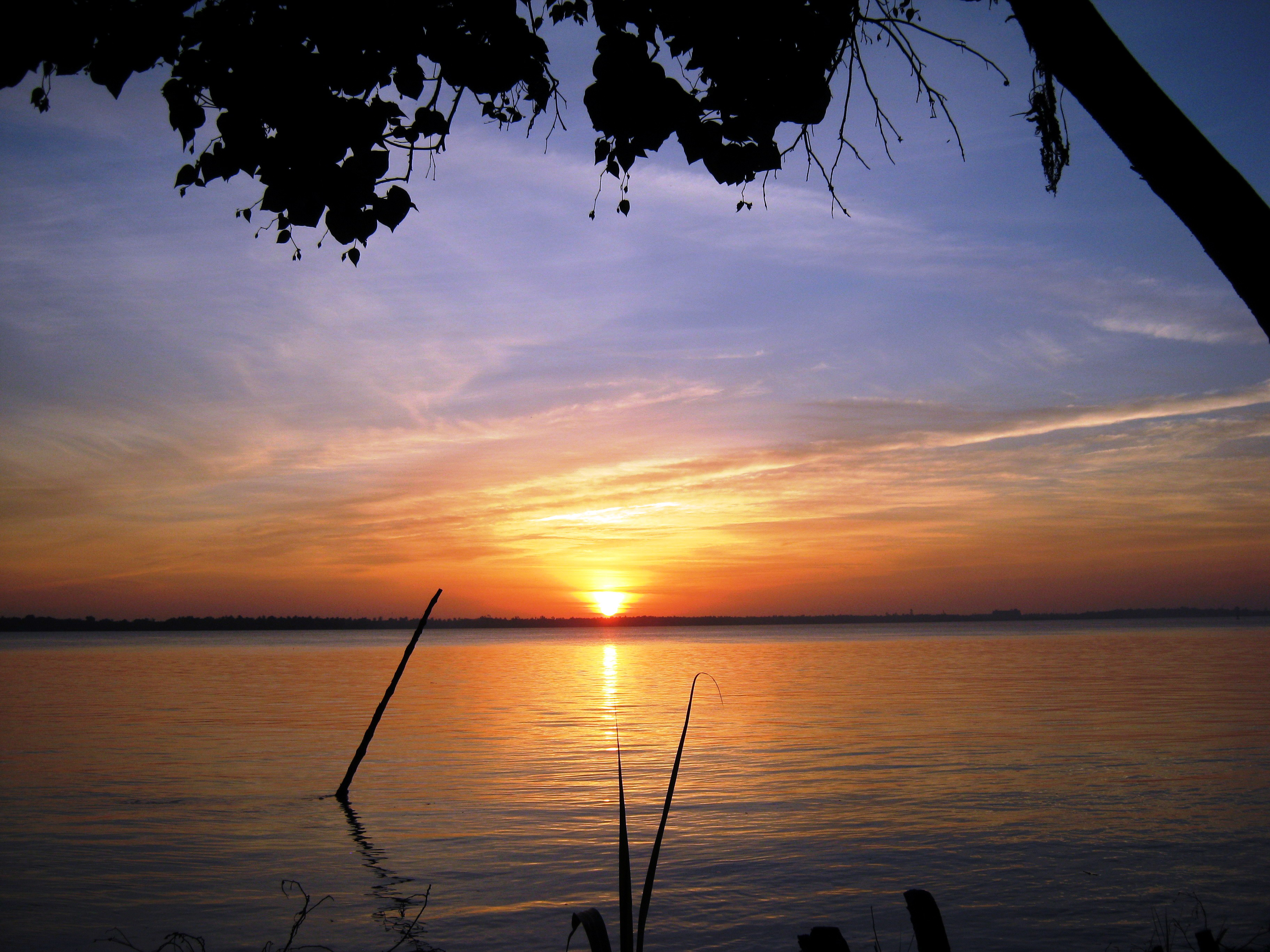
Mặt trời lên trên sông Hậu, đoạn chảy qua Cù Lao Dung